# Spartak Babajan
Spartak Babajan es un escultor armenio, residente en Berlín, Alemania.
Es autor de la estatua memorial de Federico II el Grande, ubicada en el número 110 de la Bölschestraße de  Berlín-Friedrichshagen (de:), Alemania. 52°27′3″N 13°37′28″E / 52.45083, 13.62444
También de la estatua pedestre en bronce, memorial a Wilhelm Voigt, impostor Capitán de Köpenick (Hauptmann von Köpenick) , ubicada en una de las puertas del Rathaus Köpenick (de:).